# Sura xylocopiformis
Sura xylocopiformis is een vlinder uit de familie wespvlinders (Sesiidae), onderfamilie Sesiinae.
Sura xylocopiformis is voor het eerst wetenschappelijk beschreven door Walker in 1856. De soort komt voor in het Afrotropisch gebied.